# Landesregierung Josef Krainer senior II
Die Landesregierung Josef Krainer senior II bildet die Steiermärkische Landesregierung unter Josef Krainer senior in der II. Gesetzgebungsperiode. Die Landesregierung wurde am 12. November 1949 vom Steiermärkischen Landtag gewählt und in der Folge angelobt. Die Landesregierung umfasste neun Personen, wobei die Regierungssitze nach der Landtagswahl 1949 im Proporzsystem vergeben wurden. Nach dem Ergebnis der Landtagswahl stellten die Österreichische Volkspartei (ÖVP) und die Sozialistische Partei Österreichs (SPÖ) je vier Mitglieder in der Regierung, ein weiteres Mitglied wurde von der Wahlpartei der Unabhängigen (WdU) entsandt. Die Landesregierung Josef Krainer senior II amtierte bis zum 15. April 1953 und wurde an diesem Tag von der Landesregierung Josef Krainer senior III abgelöst.
Während der Regierungszeit kam es nur zu einem Wechsel in der Landesregierung. Ludwig Oberzaucher (SPÖ) verließ am 15. Februar 1950 die Landesregierung und wurde noch am selben Tag durch seine Parteikollegin Maria Matzner ersetzt.
Josef Krainer senior erhielt bei seiner geheimen Wahl zum Landeshauptmann 38 von 47 abgegebenen Stimmen, wobei die übrigen Stimmen ungültig gewesen waren. Die Landeshauptmann-Stellvertreter und die Landesräte wurden hingegen in offener Abstimmung gewählt.

## Regierungsmitglieder
| Amt                                                     | Name                 | Partei | Aufgabengruppen |
| ------------------------------------------------------- | -------------------- | ------ | --------------- |
| Landeshauptmann                                         | Josef Krainer senior | ÖVP    |                 |
| 1. Landeshauptmann-Stellvertreter                       | Reinhard Machold     | SPÖ    |                 |
| 2. Landeshauptmann-Stellvertreter                       | Tobias Udier         | ÖVP    |                 |
| Landesrat                                               | Udo Illig            | ÖVP    |                 |
| Landesrat                                               | Ferdinand Prirsch    | ÖVP    |                 |
| Landesrat                                               | Norbert Horvatek     | SPÖ    |                 |
| Landesrat                                               | Fritz Matzner        | SPÖ    |                 |
| Landesrätin ab 15. Februar 1950                         | Maria Matzner        | SPÖ    |                 |
| Landesrat                                               | Josef Elsitz         | WdU    |                 |
| Vorzeitig ausgeschiedene Mitglieder der Landesregierung |                      |        |                 |
| Landesrat bis 15. Februar 1950                          | Ludwig Oberzaucher   | SPÖ    |                 |